# Frank Agostino
Francisco Agostino, más conocido como Frank (Avellaneda, 1937) es un escritor de Argentina.
De formación autodidacta, desde 1968 hasta 1974 fue presidente del Instituto Civil de Tecnología Espacial, cargo que ocupa nuevamente desde 2005. Es miembro del consejo directivo de la Fundación Wernher von Braun. Ambas son instituciones científicas dedicadas al desarrollo de la astronáutica y ciencias aeroespaciales con fines pacíficos.
Publicó Más allá del universo (edición de autor, 2007) y diversos artículos periodísticos de carácter científico, teológico y filosófico. 
- Datos: Q5868459